# Mame N’Diaye
Mame N’Diaye (* 11. Januar 1986 in Thiès) ist ein senegalesischer ehemaliger Fußballspieler. Der Mittelfeldspieler verbrachte seine Karriere in Frankreich.

## Karriere
N’Diaye stammt aus der Jugendabteilung von Olympique Marseille. Seit der Saison 2005/06 gehört das Nachwuchstalent dem Profikader der Südfranzosen an. In derselben Spielzeit absolvierte der Senegalese seinen ersten und bis jetzt letzten Einsatz in der Ligue 1. Zumeist läuft er für das Reserveteam von Marseille auf. Im Winter der Spielzeit 2007/08 wurde Offensiv-Allrounder an den Zweitligisten FC Libourne-Saint-Seurin verliehen, wo er zu mehr Spielpraxis kam. Nachdem der Klub abgestiegen war, kehrte N’Diaye nicht nach Marseille zurück, sondern unterzeichnet einen Vertrag mit dem US Boulogne.

## Erfolge
- Französischer Vize-Meister mit Olympique Marseille: 2007 (ohne Einsatz)